# Humberto Guzmán
Humberto Leonardo Guzmán Muñoz (9 de abril de 1994, Aguascalientes, México), es un futbolista mexicano. Juega de delantero en el Club de Fútbol La Piedad de la Serie A de México.

## Trayectoria
| Club                            | País   | Año         |
| ------------------------------- | ------ | ----------- |
| Morelia                         | México | 2010-2013   |
| Necaxa                          | México | 2014        |
| Zacatepec                       | México | 2014        |
| Inter Playa del Carmen          | México | 2015        |
| Tepatitlán FC                   | México | 2016        |
| Monarcas Morelia Premier        | México | 2016        |
| Club de Fútbol La Piedad        | México | 2017 - 2018 |
| Tepatitlán FC                   | México | 2018 - 2020 |
| Club Deportivo Jaguares Jalisco | México | 2020 - 2021 |
| Club de Fútbol La Piedad        | México | 2021 -      |

## Palmarés

### Campeonatos nacionales
| Título     | Club        | Sede   | Año           |
| ---------- | ----------- | ------ | ------------- |
| Copa MX    | Morelia     | México | Apertura 2013 |
| Ascenso MX | Club Necaxa | México | Apertura 2014 |

### Otros torneos
Segundo Lugar
- Torneo Internacional Segunda División  (0/1): 2019 - Tepatitlán FC
- Segunda División (1/1) Clausura 2018 - Reboceros de La Piedad

### Distinciones individuales
| Distinción                        | Año           |
| --------------------------------- | ------------- |
| Campeón de Goleo Segunda División | Apertura 2017 |
| Campeón de Goleo Segunda División | 2019-20       |